# Louis-Stanislas de La Trémoille
Louis-Stanislas-Kostka de La Trémoille est un militaire et un homme politique français né le 12 juin (ou 11 juillet) 1767 à Paris et mort le 20 juillet 1837 à Aix-la-Chapelle.

## Biographie
Fils de Jean-Bretagne-Charles de La Trémoille (1737-1792) et de Marie-Maximilienne de Salm-Kirbourg (1744-1790), il eut pour frères Charles-Bretagne-Marie de La Trémoille (1764-1839), duc de Thouars et les jumeaux : Antoine-Philippe de La Trémoille (1765-1794), prince de Talmont, héros de la première guerre de Vendée, et Charles-Godefroi de La Trémoille (1765-1794), chanoine puis grand doyen du chapitre de Strasbourg.
Il s'est marié deux fois :
- le 1er avril 1802 avec Geneviève-Adélaïde Andrault de Langeron (1766-1829), fille du marquis de Maulévrier ;
- le 12 août 1834 avec Augusta Murray (1814-1877), fille d'Alexander Murray, second fils de John Murray, un noble jacobite) du Surrey.

De son second mariage naquirent le 8 juillet 1836 deux filles jumelles : Félicie-Emmanuelle-Agathe (1836-1915), mariée le 12 septembre 1865 au prince Jules de Montléart (1787-1865), marquis de Rumont, dont elle fut veuve après un mois de mariage (la longévité de la princesse Félicie fit d'elle le dernier porteur du nom de Montléart et l'une des dernières représentantes de l'historique maison de La Trémoïlle) ;  et Louise-Marie-Félicité (1836-1912), mariée le 26 mars 1858 à Gabriello Lancellotto Castelli (1809-1894), prince de Torremuzza et, depuis le 20 janvier 1861, sénateur du royaume d'Italie, petit-fils de Gabriele di Torremuzza.

## Sources
- « Louis-Stanislas de La Trémoille », dans Adolphe Robert et Gaston Cougny, Dictionnaire des parlementaires français, Edgar Bourloton, 1889-1891 [détail de l’édition]
- Burke's Peerage, Baronetage & Knightage, édité par Charles Mosley (Wilmington, Delaware, U.S.A.: Burke's Peerage (Genealogical Books) Ltd, 2003), volume 1, page 1235.